# Wienov zakon pomaka
Wienov zakon pomaka tvrdi da je raspored valnih duljina, kod toplinskog zračenja idealnog crnog tijela, vrlo sličnog oblika za sve temperature, osim što se vršna vrijednost pomiče s povećanjem temperature, prema manjim valnim duljinama i ima veću vrijednost. Wienov zakon pomaka proizlazi iz Planckova zakona i tvrdi da je vršna vrijednost valne duljine zračenja obrnuto proporcionalna s termodinamičkom temperaturom idealnog crnog tijela.
{\displaystyle \lambda _{\mathrm {max} }={\frac {b}{T}}}
gdje je  λmax - valna duljina s vršnom vrijednosti intenziteta zračenja, T - termodinamička temperatura idealnog crnog tijela, i b – Wienova konstanta pomaka i jednaka je 2,897768551 × 10−3  m•K.
Wienov zakon pomaka u ovisnosti od frekvencije:
{\displaystyle \nu _{max}={\alpha  \over h}kT\approx (5.879\times 10^{10}\ \mathrm {Hz/K} )\cdot T}
gdje je  α ≈ 2,821439, k - Boltzmannova konstanta, h - Planckova konstanta, a T - termodinamička temperatura idealnog crnog tijela. Drugi način je korištenjem formule:
{\displaystyle \lambda ={c \over \nu }.}
gdje je  c – brzina svjetlosti u vakuumu.

## Primjeri primjene
- Svjetlo sa Sunca i mjeseca: temperatura na površini Sunca je 5 778 K. Koristeći Wienov zakon pomaka, valna duljina s vršnom vrijednosti intenziteta zračenja je 502 nm. To je valna duljina na koju je oštrina vida većine životinja najosjetljivija. Čak i noćne životinje, koje često koriste svjetlost s mjeseca, imaju sličnu osjetljivost vida, jer mjesec ustvari odbija Sunčevu svjetlost.
- Svjetlo s električne žarulje i vatre: temperatura žarne niti kod električne žarulje je oko 3 700 K; valna duljina s vršnom vrijednosti je u žutoj svjetlosti, a 90% zračenja je izvan vidljivog djela spektra, u infracrvenom području spektra. Vatra koja gori na drva ima temperaturu oko 1 500 K i valna duljina s vršnom vrijednosti je 2 000 nm, tako da je daleko najviše zračenja u infracrvenom području, a mi vidimo samo manji dio zračenja.
- Zračenje sisavaca i ljudi: sisavci i ljudi imaju temperaturu oko 310 K, pa je valna duljina s vršnom vrijednosti intenziteta oko 10 000 nm, što je daleko u infracrvenom području. To je područje koje mogu vidjeti infracrvene kamere i zmije.
- Veliki prasak: temperatura kozmičkog mikrovalnog pozadinskog zračenja je 2,7 K, tako da je valna duljina s vršnom vrijednosti intenziteta oko 1,06 mm, a to je u području mikrovalnog zračenja, pa i instrumenti za praćenje moraju biti podešeni na tu vrijednost.